# Appalachernas geologi

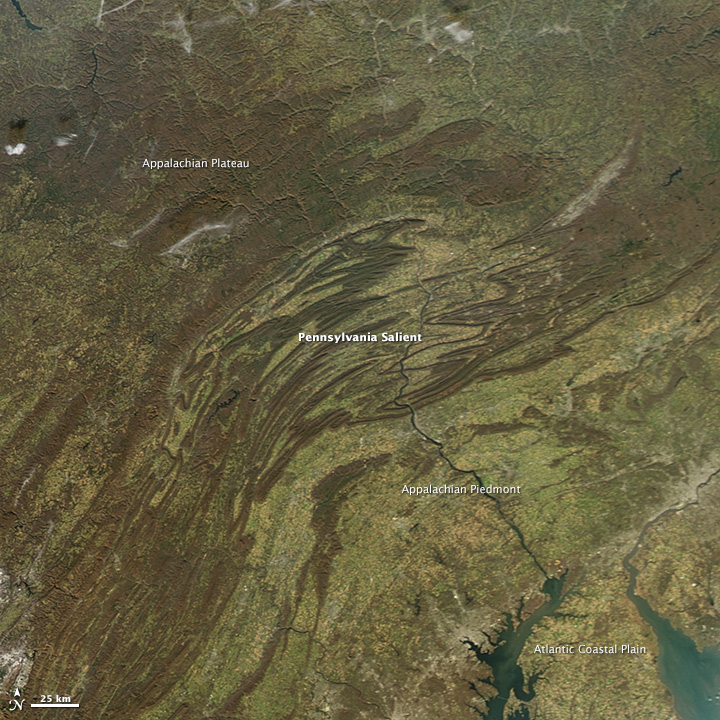
The "Pennsylvania Salient" i Appalacherna, verkar ha formats som ett tjockt, tätt block av vukaniskt mineral som bildade en barriär och tvingade bergen att skjuta upp runtomkring den. Bild från NASA:s jordresurssatellit 2012.

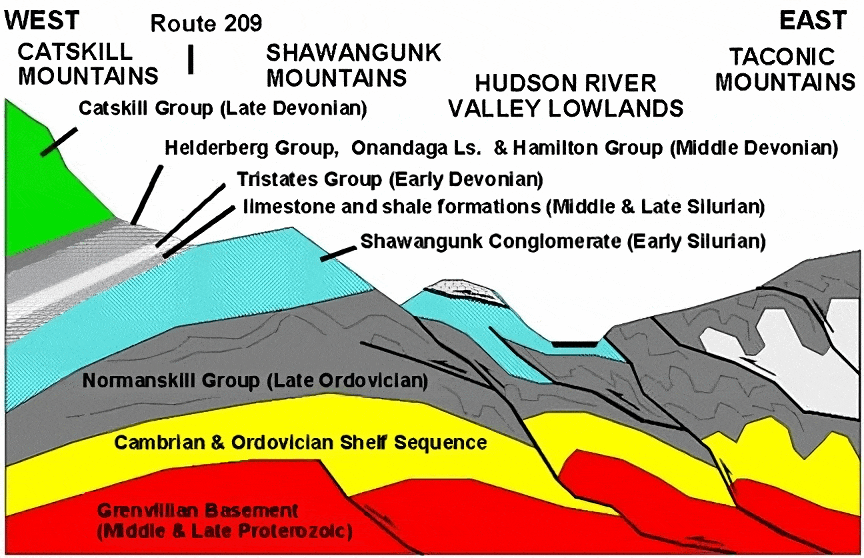
Generaliserat östligt-västligt tvärsnitt genom den centrala regionen av Hudson Valley. Bild från USGS.

Appalachernas geologi går tillbaka till för mer än 480 miljoner år sedan. Berg som exponerats i dagens Appalacherna, där långsträckta bälten av veckade eller "brutna" sedimentära bergarter, vulkaniska bergarter och strimlor av ofiolit från den forntida havsbottnen, ger vid handen att dessa bergarter deformerades av kontinentalplattor som kolliderade. Appalachernas födelse markerar den första av flera förskjutningar som kulminerade i uppbyggandet av superkontinenten Pangea med Appalacherna och angränsande Anti-Atlas (nu i Marocko) nära centrum. Dessa bergskedjor nådde troligen en höjd som liknar de motsvarande i Alperna och Klippiga bergen innan de eroderades.

## Paleozoisk tid

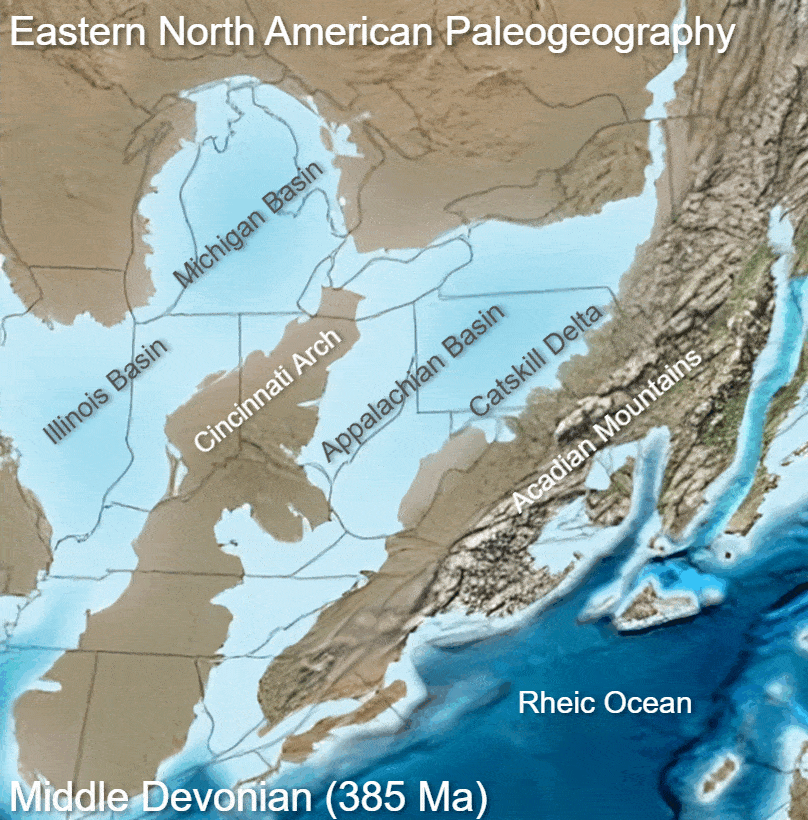
Paleogeografisk som visar Appalachian Basin-området under den mellersta perioden av devon.

Under den tidigaste eran av paleozoikum sträckte sig kontinenten som senare skulle bli Nordamerika mot ekvatorn. Appalacherna-regionen var en passiv plattgräns, inte som dagens Atlantic Coastal Plain Province. Under detta intervall sjönk regionen periodiskt under grunt hav. Tjocka lager av sediment och karbonatmineral avsattes på den grunda havsbottnen, när området sänktes. När havet sjönk tillbaka dominerade markbundna sedimentära avlagringar och erosion.
Under den mellersta perioden av ordovicium (för cirka 458-470 miljoner år sedan) ägde en förändring i plattrörelserna rum. Den medförde paleozoisk bergsuppbyggnad (takonisk orogenes) i Nordamerika. Den en gång appalachiska passiva plattgränsen ändrades till en mycket aktiv plattgräns när en angränsande oceanisk platta, Iapetus, kolliderade med den nordamerikanska kratonen och började sjunka under den. Med skapandet av denna nya subduktionszon föddes de tidiga Appalacherna.
Längs kontinentens plattgräns växte vulkanerna samman, i samband med inledandet av subduktion. Äldre sedimentärt berg som låg ut mot kanten har lyfts upp och vridits. När bergen steg, började erosionen nöta på dem. Floder transporterade klippstycken neråt för att deponeras i närliggande lågland.
Detta var bara den första av en serie kollisioner med bergsuppbyggnadsplattor som bidrog till bildandet av Appalacherna. Bergsuppbyggnaden fortsatte periodvis under de kommande 250 miljoner åren (kaledonska, akadiska, ouachitiska, hercyninska och allegheniska orogeneserna). Kontinent efter kontinent drevs och sammanfogades med den nordamerikanska kontinentalplattan, när Pangeas superkontinent började ta form. Mikroplattor, mindre bitar av jordskorpan, för små för att kunna kallas kontinenter, sopades in, en efter en, för att fogas samman till den växande massan.
För ungefär 300 miljoner år sedan (Pennsylvania (geologi)) närmade Afrika sig den nordamerikanska kontinentalplattan. Kollisionsbältet spred sig i Ozark-Ouachita-regionen och genom Marathon Mountains-området i Texas. Kontinenternas kollision höjde Appalacherna-Ouachita till en hög bergskedja, lika hög som dagens Himalaya. Den massiva huvuddelen av Pangea kompletterades nära slutet av den Paleozoiska eran (Permiska perioden), när Afrika (Gondwana) trycktes in i det kontinentala konglomeratet, med Appalacherna-Ouachita-bergen nära kärnan.

## Mesozoisk tid och senare
Pangea började brytas upp för cirka 220 miljoner år sedan, i den tidiga mesozoiska eran (sen triasperiod). När Pangea revs isär föddes en ny passiv tektonisk gräns och krafterna som skapade Appalacherna, Ouachita och Marathon bergen avtog. Vittring och erosion rådde, och bergen började nötas ner.
I slutet av den mesozoiska eran hade Appalacherna eroderats till en nästan plan slätt. Bergens höjning fick floderna att strömma fortare, vilket gjorde att de snabbt skar ner i den gamla berggrunden. Vissa floder strömmade längs svaga lager som utmärks av veck skapade många miljoner år tidigare. Andra floder rann så snabbt att de skar tvärs över de motståndskraftiga veckade mineralen i bergkärnan, och skar ut kanjoner genom bergslager och geologiska strukturer.  Appalachernas centrala bergsrygg består av erosionsbeständigt berg som återstår sedan berget ovanför och bredvid det har eroderats bort.